# Tate Liverpool
Tate Liverpool és un museu i galeria situat a Liverpool, Merseyside, Anglaterra i que part de la Tate, juntament amb la Tate St Ives, Tate Cornwall, Tate Britain, Tate Londres i la Tate Modern de Londres. El museu va ser una iniciativa de la Corporació de Desenvolupament de Merseyside.
Tate Liverpool va ser creat per exhibir el treball de la col·lecció de la Tate, que comprèn la col·lecció nacional d'art britànic des del 1500 fins a l'actualitat, i la d'art modern internacional. La galeria també compta amb un programa d'exposicions temporals. Durant un temps, la Tate de Liverpool va ser la galeria d'art modern i contemporani més gran del Regne Unit fora de Londres.
La galeria va obrir les portes el 1988 i està ubicada en un antic magatzem al moll Albert de Liverpool, al passeig marítim.
L'edifici original va ser realitzat per James Stirling, però va patir una important remodelació el 1998, per crear espais addicionals d'exhibició.
El 2007, l'àrea del vestíbul va ser redissenyada, pels arquitectes Arca, per crear una aparença actualitzada i millors proporcions, així com per millorar la gestió de públics.